# Таїланд на зимових Олімпійських іграх 2022
Таїланд взяв участь у зимових Олімпійських іграх 2022, що тривали з 4 до 20 лютого в Пекіні (Китай).
Збірна Таїланду складалася з двох чоловіків і двох жінок, що змагалися у двох видах спорту. Карен Чанлунг і Нікола Занон несли прапор своєї країни на церемонії відкриття.

## Спортсмени
Кількість спортсменів, що беруть участь в Іграх, за видами спорту.
| Вид спорту          | Чоловіки | Жінки | Загалом |
| ------------------- | -------- | ----- | ------- |
| Гірськолижний спорт | 1        | 1     | 2       |
| Лижні перегони      | 1        | 1     | 2       |
| Загалом             | 2        | 2     | 4       |

## Гірськолижний спорт
Від Таїланду на ігри кваліфікувалися один гірськолижник і одна гірськолижниця, що відповідали базовому кваліфікаційному критерію.
| Спортсмен        | Дисципліна                    | 1-й спуск | 1-й спуск | 2-й спуск    | 2-й спуск    | Сума         | Сума         |
| Спортсмен        | Дисципліна                    | Час       | Місце     | Час          | Місце        | Час          | Місце        |
| ---------------- | ----------------------------- | --------- | --------- | ------------ | ------------ | ------------ | ------------ |
| Нікола Занон     | Гігантський слалом (чоловіки) | 1:17.53   | 44        | 1:20.83      | 37           | 2:38.36      | 38           |
| Міда Фах Джайман | Гігантський слалом (жінки)    | НФ        | НФ        | Не потрапила | Не потрапила | Не потрапила | Не потрапила |
| Міда Фах Джайман | Слалом (жінки)                | НФ        | НФ        | Не потрапила | Не потрапила | Не потрапила | Не потрапила |

## Лижні перегони
Від Таїланду на Ігри кваліфікувалися один лижник і одна лижниця, що відповідали базовому кваліфікаційному критерію.
Дистанційні перегони
| Спортсмен     | Дисципліна                     | Класичний стиль | Класичний стиль | Вільний стиль | Вільний стиль | Фінал | Фінал       | Фінал |
| Спортсмен     | Дисципліна                     | Час             | Місце           | Час           | Місце         | Час   | Відставання | Місце |
| ------------- | ------------------------------ | --------------- | --------------- | ------------- | ------------- | ----- | ----------- | ----- |
| Марк Чанлунг  | 30 км скіатлон (чоловіки)      | 47:00.0         | 62              | КОЛО          | КОЛО          | КОЛО  | КОЛО        | 60    |
| Карен Чанлунг | 10 км класичним стилем (жінки) | Н/Д             | 33:14.0         | +5:07.7       | 63            |       |             |       |

Спринт
| Спортсмен     | Дисципліна | Кваліфікація | Кваліфікація | Чвертьфінал  | Чвертьфінал  | Півфінал     | Півфінал     | Фінал        | Фінал        |
| Спортсмен     | Дисципліна | Час          | Місце        | Час          | Місце        | Час          | Місце        | Час          | Місце        |
| ------------- | ---------- | ------------ | ------------ | ------------ | ------------ | ------------ | ------------ | ------------ | ------------ |
| Карен Чанлунг | Жінки      | 3:36.00      | 61           | Не потрапила | Не потрапила | Не потрапила | Не потрапила | Не потрапила | Не потрапила |